# Hürben (Giengen)
Hürben ist ein Stadtteil von Giengen an der Brenz im baden-württembergischen Landkreis Heidenheim. Das Dorf liegt am Beginn des Hürbetals.

## Geographie

### Lage
Das Dorf Hürben liegt etwa vier Kilometer südwestlich der Mitte von Giengen und etwa zehn Kilometer südsüdöstlich des Zentrums der Kreisstadt Heidenheim am Ostrand der Schwäbischen Alb im Naturraum der Lonetal-Flächenalb. Hürben liegt im ehemaligen Ausläuferbett der Urbrenz. Die Hürbe entspringt etwa in der Mitte des Dorfes, durchfließt und verlässt es dann zunächst südwärts hinab nach dem nächsten Stadtteil Burgberg im Hürbetal. Hier lag auch die abgegangene Ortschaft Niederweiler.
| Eselsburg           | Herbrechtingen    | Giengen an der Brenz |
| Dettingen am Albuch |                   | Hermaringen          |
| Bissingen ob Lontal | Stetten ob Lontal | Burgberg             |

### Klima
In Hürben beträgt die Durchschnittstemperatur 9,2 °C. Die Niederschlagsmenge im Jahresdurchschnitt ist 887 mm. Im Juli ist es im Schnitt am wärmsten, die durchschnittliche Temperatur liegt dann bei 18,6 °C. Der kälteste Monat im Jahresverlauf ist mit −0,1 °C der Januar. In der Regel fällt in den Wintermonaten Schnee, für eine geschlossene Schneedecke reicht dieser nicht immer aus. Über das gesamte Jahr werden etwa 110.12 Sonnenstunden gezählt. Innerhalb eines Jahres lässt sich in Hürben eine beachtliche Anzahl von rund 2530.94 Sonnenstunden verzeichnen.
|                        | Jan  | Feb  | Mär | Apr  | Mai  | Jun  | Jul  | Aug  | Sep  | Okt  | Nov | Dez  |   |      |
| Mittl. Temperatur (°C) | −0,1 | 0,5  | 4,4 | 9,1  | 13,3 | 16,9 | 18,6 | 18,4 | 14,2 | 9,7  | 4,3 | 1,1  | ⌀ | 9,2  |
| Mittl. Tagesmax. (°C)  | 2,9  | 4,3  | 9   | 13,9 | 17,7 | 21,3 | 23   | 22,8 | 18,5 | 13,7 | 7,5 | 3,8  | ⌀ | 13,2 |
| Mittl. Tagesmin. (°C)  | −2,9 | −3,1 | 0,1 | 4,1  | 8,6  | 12,1 | 14   | 13,8 | 10,1 | 6,1  | 1,5 | −1,5 | ⌀ | 5,3  |
|                        |      |      |     |      |      |      |      |      |      |      |     |      |   |      |
| Niederschlag (mm)      | 63   | 52   | 66  | 64   | 95   | 93   | 97   | 83   | 70   | 66   | 68  | 70   | Σ | 887  |
|                        |      |      |     |      |      |      |      |      |      |      |     |      |   |      |
| Sonnenstunden (h/d)    | 3,5  | 4,4  | 6,2 | 8,5  | 9,4  | 10,8 | 11   | 10   | 7,1  | 5    | 3,6 | 3,6  | ⌀ | 6,9  |
|                        |      |      |     |      |      |      |      |      |      |      |     |      |   |      |
| Regentage (d)          | 9    | 8    | 9   | 9    | 11   | 10   | 11   | 10   | 9    | 8    | 8   | 10   | Σ | 112  |
|                        |      |      |     |      |      |      |      |      |      |      |     |      |   |      |
| Luftfeuchtigkeit (%)   | 82   | 80   | 74  | 68   | 70   | 69   | 68   | 69   | 75   | 81   | 86  | 83   | ⌀ | 75,4 |

| −2,9 |

| −3,1 |

| 0,1 |

| 4,1 |

| 8,6 |

| 12,1 |

| 14 |

| 13,8 |

| 10,1 |

| 6,1 |

| 1,5 |

| −1,5 |

| −2,9 |

| −3,1 |

| 0,1 |

| 4,1 |

| 8,6 |

| 12,1 |

| 14 |

| 13,8 |

| 10,1 |

| 6,1 |

| 1,5 |

| −1,5 |

### Hürbetopf und Häuselbach

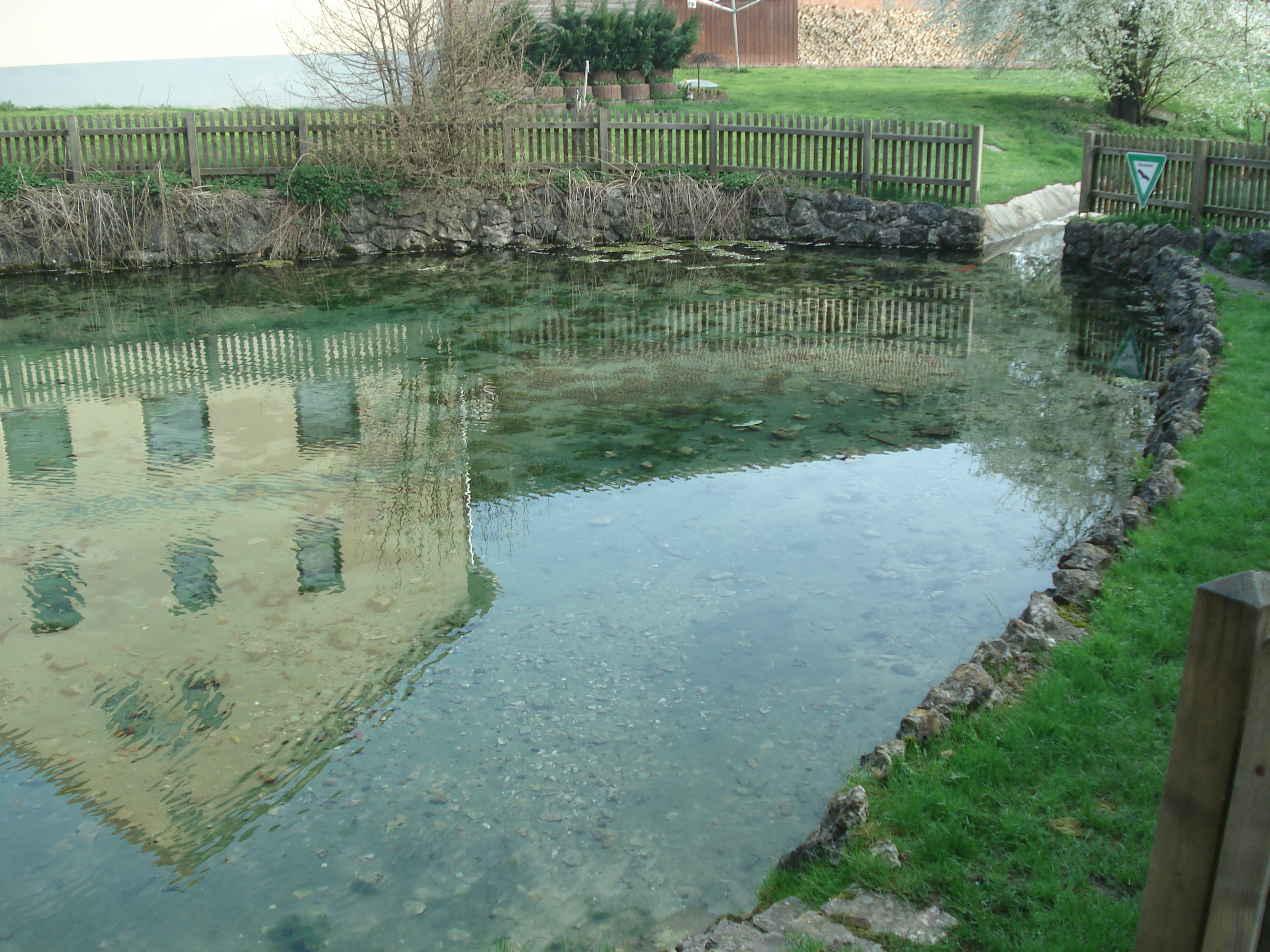
Hürbetopf

Der Hürbetopf, auch Roßwedde genannt, liegt am Fuße des Hohen Felsen, auf dem einst die Burg Hürben stand. Er ist eine aufgestaute Karstquelle, die im Durchschnitt 60 Liter pro Sekunde schüttet und die Quelle des Flüsschens Hürbe, dem noch im Ort nach weniger als 200 Metern der kurze Häuselbach zufließt, der ebenfalls in Hürben einer im Durchschnitt 40 Liter pro Sekunde schüttenden Karstquelle entspringt.

## Geschichte

### Übersicht
Hürben ist vermutlich im Zuge des hochmittelalterlichen Landesausbaus entstanden.

#### Erste Erwähnungen
Hürben wurde 1171 erstmals urkundlich erwähnt. Otto de „Hurwin“ aus einem staufischen Ministerialengeschlecht erhielt vom Kloster Herbrechtingen ein Gut zu Lehen.
Laut Quellen wurde 1226 der Kirchensatz an das Kloster Herbrechtingen verschenkt, was vermutlich dazu geführt hat, dass die selbständige Gemeinde Hürben später eingeht.
Im Mittelalter kam Hürben über mehrere sich wechselnde Herrschaften, darunter von 1227 bis 1286 die Grafen von Dillingen, von 1286 bis 1385 die Grafen von Helfenstein und seit 1385 die Herren von Rechberg, an die Herrschaft Heidenheim und wurde 1442 an Ulm verpfändet. Im Jahre 1448 fiel Hürben mit der Herrschaft Heidenheim an Württemberg und gehörte seither zum Amt Heidenheim. 1449 ließ die Reichsstadt Ulm im Bündnis mit anderen Reichsstädten das Dorf und seine Burg niederbrennen. Um die Kosten für den Städtekrieg von 1449 decken zu können, verkaufte Graf Ulrich der V. von Württemberg am 16. Oktober 1450 Hürben und umliegendes Land an seinen Schwager, den Herzog Ludwig IX. den Reichen von Bayern-Landshut.
Nach dem Tod von Herzog Georg dem Reichen von Bayern-Landshut, des Sohnes von Ludwig den IX., kam es zu Erbstreitigkeiten, in deren Folge Heidenheim und auch Hürben ab 1504 wieder zu Württemberg und somit zu Heidenheim gehörte. Um 1510 fiel die erste Nennung der abgegangenen Siedlung Niederweiler als Flurnamen, Weiteres ist aber nicht bekannt.
1634 wurde nach der Schlacht um Nördlingen das „einst Volkreiche“ Hürben entvölkert. Herzog Eberhard Ludwig von Württemberg überträgt 1712 die Fischrechte im „Vorderen See“, heutige Seewiesen, schuldenhalber dem Kaiserlichen Rat und Proviantdirektor von Schell.
Ein Blitzschlag zerstört im Jahre 1737 nahezu die alte Burgkapelle wird durch Blitzschlag, sie wird unbenutzbar. Schon im Folgejahr wird die neue Kirche eingeweiht.
Bei der Umsetzung der Verwaltungsgliederung im Königreich Württemberg kam Hürben 1806 zunächst zum kurzlebigen Oberamt Giengen und 1809 wieder zum Oberamt Heidenheim. 1837 wird Hürben selbständige evangelische Gemeinde.
Die Häuselbachquelle wurde 1909 in eine Brunnenstube gefasst, aus der über eine Leitung Hürben und Eselsburg mit Wasser versorgt wurden. Im Jahre 1910 wurde Hürben an das Drehstromnetz der Elektrizitätswerke für die Heidenheimer und Ulmer Alb angeschlossen.
Die Verwaltungsreform vom 25. April 1938 während der NS-Zeit in Württemberg brachte die Zugehörigkeit zum neu gebildeten Landkreis Heidenheim. Nach dem Zweiten Weltkrieg geriet der Ort in die Amerikanische Besatzungszone und gehörte somit zum Land Württemberg-Baden, das 1952 im jetzigen Bundesland Baden-Württemberg aufging.
Die Häuselbachquelle diente bis 1966 der Wasserversorgung von Hürben und Eselsburg und wurde dann durch die Landeswasserversorgung abgelöst.
Die ehemals selbständige Gemeinde Hürben kam im Rahmen der Gebietsreform am 1. Januar 1972 zur Stadt Giengen an der Brenz.

### Gastronomie
Im Laufe der Zeit gab es 8 Gastwirtschaften und ein Café:
Gaststätte "Charlottenhöhle"
 Als die Charlottenhöhle entdeckt wurde, wurde durch den Hirschwirt und dem Brauereibesitzer Föll aus Herbrechtinge im Jahre 1893 in fast 3 Monaten, ein Holzbau mit zwei geräumigen Sälen gebaut worden. Um auch in kalten Wintern bewirten zu können, wurde 1895 ein gemauertes Haus gebaut. 1920 wurde dann die Gastwirtschaft von Zimmermann Friedrich Strauß gekauft und um eine Turn und Festhalle erweitert, welche 1950 eingeweiht wurde. Im Laufe der Zeit gab es mehrmals wechselnde Besitzer. Heute zu Tage kann man aber wieder in der Gastwirtschaft essen gehen.
zum Felsen

Wurde in der Giengener Straße 19 eröffnet. Bis in die dreißiger Jahre gab es hier auch noch einen Bäcker (Felsenbäck). Hier wurde auch das erste Telefon von Hürben installiert. Im Jahre 1976 wurden Fremdenzimmer und 1990 ein Schlachthaus gebaut.
Zum Rößle

Anfang des 19. Jahrhunderts von Familie Kaipf bewirtet und hier wurde auch selbe Bier gebraut. Nach verkauf an den Grafen Maldeghen wurde 1911 wieder verpachtet. Das Gasthaus hat zu dieser Zeit den größten Saal. 1993 das ganze Grundstück an die Fertigbaufirma Lehner aus Burgberg verkauft die, dort ein Mehrfamilien Wohnblock in Fertigbauweise errichteten.
Zum Hirsch

Wurde im Jahre 1911 in der Giengener Straße 34 erbaut. Um ca. 1950 wurde vor dem Haus noch eine Tankstelle anstatt einem Ziehbrunnen installiert. 1954 wurde die Gaststätte an den Schlüssebrauerei in Giengen verkauft. Schon seit längerem geschlossen.
Zur Sonne

Das Gasthaus "Zur Sonne" befindet sich am nördlichen Eingang von Hürben am Hohen Rain, es wurde bis zur siebten Generation von den Sonnenwirten betrieben. Mit dem Tod von ein der zwei Töchtern endete 1993, die frequentierte Gastwirtschaft und ebenso die Wirtinnen-Tradition in Hürben.
Zum Lamm/Weiße Lamm

Bis 1935 gab es, auch in der Lonetal 15 einen Metzgerladen und Gastwirtschaft. Nach 1951 wurde das alte Gebäude eingerissen, im Herbst 1952 konnte dann das neue Gasthaus mit separater Metzgerei wieder öffnen. Die ehemalige Gartenwirtschaft wurde durch Parkplätze ersetzt. Wegen Altersgründen wurde 1972 das Metzgergeschäft aufgegeben und das Anwesen verkauft. Der neue Eigentümer baute 1972 einen Anbau mit zweibahniger Kegelanlage an. Dieser wiederum wurde 1990 aufgestockt und mit acht Fremdenzimmern ausgestattet. Wieder aus alters- und krankheitshalber wurde 1993, alles an die Bank veräußert. Es wurde noch von einem Pächter versucht, dass "Weiße Lamm"  umzutreiben, aber vergebens. Seit 2000 ist die sehr, zu der Zeit, beliebte und bekannte Gaststätte geschlossen. Heute wird das Gebäude als Unterkunft für Monteure benutzt.
Hürbener Café

1949 wurde in der Lonetalstraße 22 ein Café eröffnet. Welches nach einigen Jahren wieder geschlossen wurde, wegen Heirat. An Silvester 1952 wurde es von neuen Eigentümer eröffnet. Nach wechselnden Pächtern und Eigentümer ist es aber schon lange geschlossen.

### Einwohnerentwicklung
Die Einwohnerzahlen nach dem jeweiligen Gebietsstand sind Schätzungen, Volkszählungsergebnisse (¹) oder amtliche Fortschreibungen des Statistischen Landesamtes Baden-Württemberg (nur Hauptwohnsitze).
| Jahr | Einwohner     |
| ---- | ------------- |
| 1545 | ca. 60 Bürger |
| 1598 | ca. 74 Bürger |
| 1634 | ca. 80 Bürger |
| 1650 | 58            |
| 1660 | 102           |
| 1676 | 172           |
| 1702 | 302           |
| 1763 | 383           |
| 1802 | 481           |
| 1812 | 547           |

| Jahr | Einwohner |
| ---- | --------- |
| 1834 | 626       |
| 1837 | 628       |
| 1840 | 683       |
| 1843 | 645       |
| 1846 | 682       |
| 1849 | 685       |
| 1852 | 664       |
| 1855 | 702       |
| 1858 | 735       |
| 1861 | 732       |

| Jahr | Einwohner |
| ---- | --------- |
| 1864 | 737       |
| 1867 | 745       |
| 1871 | 709       |
| 1880 | 661       |
| 1890 | 679       |
| 1895 | 636       |
| 1900 | 657       |
| 1905 | 638       |
| 1910 | 649       |
| 1916 | 571       |

| Jahr | Einwohner |
| ---- | --------- |
| 1919 | 634       |
| 1925 | 680       |
| 1930 | 695       |
| 1933 | 687       |
| 1935 | 694       |
| 1939 | 641       |
| 1950 | 922       |
| 1956 | 855       |
| 1961 | 907       |
| 1971 | >1000     |

| Jahr            | Einwohner |
| --------------- | --------- |
| 1. Oktober 2018 | 969       |
| 2020            | 989       |
| 2021            | 984       |
| 2022            | 998       |
| 2023            | 1.012     |

### Religionen
Bis nach dem Zweiten Weltkrieg war Hürben ein fast rein evangelischer Ort. Mit dem Zuzug von Heimatvertriebenen wurden nach dem Krieg wieder mehr Katholiken in Hürben ansässig.

## Wirtschaft, Verkehr und Infrastruktur

### Allgemein
- Rathaus von Giengen an der Brenze, Marktstraße 1
- Freiwillige Feuerwehr Hürben
- Deutsches Rotes Kreuz Bereitschaft Hürben

### Verkehr
Hürben liegt an der Bundesautobahn 7 (Flensburg–Füssen) und ist über die Anschlussstelle Giengen/Herbrechtingen, in ca. 5 Minuten zu erreichen. Die B 19 führt über Herbrechtingen nach Heidenheim.
Hürben hat drei Bushaltestellen: Im Nordwesten am Gasthaus Sonne, in der Dorfmitte am Rathaus und im Südosten an der Charlottenhöhle, angefahren im Stundentakt von der Linien 61 des Heidenheimer Tarifverbundes.
Der nächste Bahnhof mit stündlichen Verbindungen in Richtung Aalen/Heidenheim und Ulm befindet sich in Hermaringen oder Giengen an der Brenz (Brenzbahn).
Der in kürzester Entfernung befindliche Flughafen liegt in Memmingen (FMM) mit 86 km Entfernung. Es folgen Stuttgart (STR) mit 92 km, Nürnberg (NUE) mit 159 km, München (MUC) mit 157 km und Frankfurt (FRA) mit 280 km Entfernung.

### Ansässige Unternehmen

#### Läden
Ein Hofladen verkauft seine Waren auf Bestellung, ein Selbstbedienungs-Hofladen verkauft auch Eis.

#### Handwerk
Das Dorf hat zwei Friseursalons, ein Autoreparaturbetrieb, einen Landschaftsgärtner, zwei Zimmerer-, einen Heizung- und Sanitärbetrieb, einen Malereibetrieb, ein IT und eine Zulieferer und Spezialfertiger von Metallkonstruktionen.

### Bildungs- und Sozialeinrichtungen
- Grundschule
- Evangelische Kindergarten Hürben

### Kirchen
- Evangelische Hürbener Dorfkirche von 1738,[5] mit Kreuzglocke von 1496.
  - Hürbener Gemeindehaus, Reuendorfer Weg 12 mit Krabbelgruppe, Jungschar, Frauentreff, Seniorentreff
- Katholische Kirchengemeinde in Burgberg

### Vereine
- Obst- und Gartenbauverein Hürben
- Höhlen- und Heimatverein Giengen-Hürben
- Interessengemeinschaft Kaltenburg
- Turnverein Hürben
- Schwäbischer Albverein Ortsgruppe Hürben
- SPD-Ortsverein Hürben
- Landfrauen Hürben
- Sängerbund Hürben

## Kultur und Sehenswürdigkeiten

### Sehenswürdigkeiten

#### Museen
- Stadtmuseum im ehemaligen Rathaus
- HöhlenErlebnisWelt vom Höhlen- und Heimatverein Giengen-Hürben mit:
  - Charlottenhöhle
  - HöhlenHaus,  Zeitgeschichtliches, Informationen und Exponate oder Replikate von eiszeitlichen Tieren, wie Wollhaarmammut,  Höhlenbären und Höhlenlöwen
  - HöhlenSchauLand, ein interaktives Erlebnismuseum.

#### Burgen/Ruinen
- Burg Kaltenburg auf dem Mündungssporn zwischen Lone und Hürbe zwischen Hürben und dem  Ortsteil Burgberg
- Burgstelle der abgegangenen Burg Hürben

#### Höhlen
- Schauhöhle Charlottenhöhle südlich im Hürbetal.
- Der Eingang der Fuchsenhöhle liegt unterhalb der abgegangenen Burg Hürben auf einer Höhe von 490 m ü. NHN. Die Höhle ist 21 Meter lang und steigt auf dieser Strecke um zwei Höhenmeter. Am Eingang ist sie 30 bis 50 cm breit, die lichte Höhe erreicht an einer Stelle 2 Meter. Der an der Schule beginnende und an der Kirche endende Fuchsenweg führt an ihr vorbei.

#### Wanderwege
- Das Jakobswegle bei Hürben, beginnend beim Besucherzentrum Charlottenhöhle, ist ein ca. 4,2 km langer Rundweg um den Kagberg, der auf 1,7 km der Trasse Rothenburg–Ulm im Netz der deutschen Jakobswege folgt. Es stellt auf 2,5 Kilometern im Maßstab 1:1000 die Strecke von Giengen nach Santiago de Compostela dar und wurde 2009 eröffnet. Die Strecke informiert den Wanderer über Jakobus den Älteren und die Geschichte des Jakobswegs.
- Der Albschäferweg, ein fast 160 km langer Rundwanderweg um die mittlere Brenz und führt auf seiner zweiten Etappe Stetten–Anhausen durch Hürben.

### Regelmäßige Veranstaltungen
| Veranstaltung                                  | Verein                                       | Ort               | Datum 2025      | Uhrzeit                           |
| ---------------------------------------------- | -------------------------------------------- | ----------------- | --------------- | --------------------------------- |
| "Winterzauber" Regionalmarkt                   | Höhlen und Heimatverein Giengen-Hürben e. V. | Höhlenhaus        | 08. Februar     | 9 Uhr                             |
| Saisonbeginn in der Charlottenhöhle            | Höhlen und Heimatverein Giengen-Hürben e. V. | Charlottenhöhle   | 01. April       | 10 Uhr                            |
| Flohmarkt                                      | Höhlen und Heimatverein Giengen-Hürben e. V. | Höhlenhaus        | 12. April       | 9 Uhr                             |
| Zeitlauf Höhlenbärenlauf-TV Hürben             | TV Hürben 1913 e.V.                          | Start: Sportplatz | 12. April       | 13 Uhr                            |
| Maibaumaufstellung                             | F.Feuerwehr Hürben                           | Feuerwehrmagazin  | 30. April       | 18 Uhr                            |
| Blümlesmarkt                                   | Landfrauen und Obst&Gartenbau Verein         | Hürbetal Halle    | 8. Mai          | 8 Uhr                             |
| Höhenfeuer                                     | Stadt Giengen/Grundschule                    | Hoher Rain        | 01. Juli        |                                   |
| Kinderfest Hürben-Stadt Giengen                | Stadt Giengen                                | An der Schule     | 02. Juli        |                                   |
| Dorffest 'Der urige Höhlenbärenhock'-TV Hürben | Stadt Giengen                                | Hürbetal-Halle    | Juli und August | Letzter Tag im Juli und 1. August |
| Fußballturnier                                 | SPD-Ortsverein                               | Sportanlage       | 24. September   | 14:00 Uhr                         |
| Spanferkelessen-Feuerwehr                      | F.Feuerwehr Hürben                           | Hürbetal-Halle    | 24. September   | 18:00 Uhr                         |